# 세상의 중심에서 사랑을 외치다
《세상의 중심에서 사랑을 외치다》(일본어: 世界の中心で、愛をさけぶ 세카이노 추신데, 아이오사케부[*])는 카타야마 쿄이치가 쓴 청춘 연애 소설로, 쇼가쿠칸에서 2001년 4월에 간행되었다. 통칭은 세카츄(セカチュー)이다.
2004년 이후, 만화화, 영화화, 텔레비전 드라마화, 라디오 드라마화, 연극화되었다.
대한민국에서는 2005년 《파랑주의보》라는 제목으로 영화가 리메이크된 바 있다. 이후 일본에서 2006년 8월 26일에 개봉되었다. 부제는 "나의 세상의 중심은, 너다"(일본어: 僕の世界の中心は、君だ。 보쿠노 세카이노 추신와, 키미다.[*])이다.

## 개요
2001년에 초판이 간행되었다. 초판 발행 수 8000부로 발매 당초에는 그다지 화제가 되지 않았지만, 쇼가쿠칸의 신입사원이였던 세일즈맨의 눈에 띄어, 그가 선전하기 시작하면서, 일부 서점의 판매원들이 손으로 쓴 POP광고와 입소문을 통해, 점차 화제가 되어갔다.
2002년에 배우 시바사키 코우가 잡지 "다 빈치"에 서평을 투고했는데, “울면서 단번에 다 읽었습니다. 저도 이제부터 이런 사랑을 해보고 싶습니다”라는 문구가 책표지에 실려 열풍의 계기가 되었다.
2003년에 100만 부를 돌파. 2004년에는 일본의 영화사 도호에서 영화화하여, 영화 개봉이후 300만부 돌파, 대 베스트셀러를 기록한다. ‘세카츄’라는 줄임말도 유행어도 되어, “세카츄 붐”의 사회 현상이 되었다. 그 후 텔레비전 드라마화, 라디오 드라마화, 연극화되었다.
이전까지 쇼가쿠칸의 문예서 중에는 히트작이 적었지만, 이 작품 및 연애를 소재로 한 같은 류의 소설 《지금, 만나러 갑니다》등이 베스트셀러가 되어, 출판사의 이미지를 바꾸었다. 2006년 쇼가쿠칸 문고에서 문고판도 발매되었다.

### 발행 부수
- 2003년 2월 - 3만부
- 2003년 4월 - 10만부
- 2003년 6월 - 36만부
- 2003년 11월 - 100만부 도달
- 2004년 3월 - 171만부
- 2004년 5월 7일 - 251만부
  - 《상실의 시대》를 넘어 일본내 소설의 최대 발행부수를 기록.
- 2004년 5월 20일 - 306만부
- 2004년 12월 2일 - 321만부 이상

### 줄거리
오스트레일리아로 가는 여행 도중, 사쿠타로는 죽은 연인 아키를 생각해내고 있었다. 어느 지방의 도시, 중학교에서 우연히 같은 반이 된 사쿠타로와 아키는 고교생이 되어, 서로 사랑에 빠져간다. 하지만 만난 지 3년째, 아키는 백혈병에 걸려, 나날이 쇠약해져갔다. 사쿠타로는 입원 중이라 아키가 가지 못한 수학여행지인 오스트레일리아에 아키를 데려가기 위해 달린다. 그리고 두 사람은 출발한다.
무대가 되는 지방 도시의 정확한 위치는 작중에서는 직접적으로 언급되지 않으나, 가타야마의 고향인 에히메현 우와지마시의 지명인 고야(小池), 고쿠포(石応, こくぼ) 등이 나온다. 영화나 드라마에서는 현대를 살아가는 사쿠타로가 10년 전 고등학교 시절을 회상하고 있는 모습을 그리고 있지만, 원작대로는 아니며 촬영지도 우와지마는 아니다.

### 등장 인물
- 마츠모토 사쿠타로(松本朔太郎)

주인공. 아키에게서는 사쿠짱이라고 불리고 있다. 이름은 시인 하기와라 사쿠타로에서 유래했다. 할아버지를 잘 따른다.
- 히로세 아키(廣瀬亜紀)

사쿠의 고교시절의 연인. 백혈병 때문에 17세로 짧은 생애를 마쳤다. 아키의 이름은 하쿠아키에서 따왔다.
- 오키 류노스케(大木龍之介)

사쿠, 아키의 동급생. 이름은 아쿠타가와 류노스케가 유래이다. 사쿠의 연애를 돕기 위해 이리저리 고생한다. 별명은 "스케짱"이다.

### 제목에 대해
할런 엘리슨의 SF 소설 《세상의 중심에서 사랑을 외친 짐승(The Beast that shouted Love at The Heart of The World)》(1969년)에서 따온 것으로 생각된다. 혹은 엘리슨의 소설 제목이 인용된 안노 히데아키 감독의 애니메이션 《신세기 에반게리온》의 마지막 화 〈세계의 중심에서 나를/사랑을 외친 짐승(世界の中心でアイを叫んだけもの)〉에서 따왔을 가능성도 있다. 언론에서는 에반게리온의 부제에서 인용했다고 하는 경우가 많다. 사실 제목은 원작자 자신이 아닌 편집자가 붙인 것으로 원래 작가는 제목을 《사랑하는 소크라테스》로 붙일 생각이었다고 한다.

### 일부 평가
순수한 문학 팬으로부터는 가차 없는 평가를 받고 있다. 이른바 "순애 게임" 장르에서나 "잘 팔릴 뿐인 작품"이라며 작품성은 낮게 평가되는 경우가 많다. "감정 표현이 미숙하고, 문장이 너무 치졸하다"고 하며, 아마존 등에서도 "잘 팔린다고 반드시 좋은 것이라 할 수 없다"란 의견이 많아 평가는 높지 않다.
원작자는 대히트를 기록한 영화가 공개되었음에도 한 번도 대중에 얼굴을 공개하지 않은 것처럼, 이른바 "세카츄" 현상에 냉담한 태도로 일관하였다. 원작자가 말하듯이 《세상의...》는 순애가 아니다. 작가조차도 "이렇다"고 말할 수 없는 특징이 없는 소설을 영화적인 연출, 주제가, 광고 등에서 제대로 붐을 일으킨 영화판의 수법이 훌륭한 것이라고 결론지어도 좋을 것이다. 문고판으로 발행되었지만, 수백만부가 팔린 베스트셀러라고는 생각되지 않을 정도로 저조한 판매량을 보였다.
"문장이 치졸하다"는 평가가 많지만, 독자으로부터는 "어려웠다", "알 수 없었다" 등의 비평이 적지 않은 것으로 보아, 치졸함은 "너무 단순하다"(사실, "중학생이 쓴 문장과 별 차이가 없다"라고 하는 비판도 있다)는 의미로 사용되고 있다고 볼 수 있다. 그러나 한편으로는, 누구라도 읽을 수 있는 평이한 문장으로 봐야한다고 하는 주장도 있어, 대히트한 상업적인 면도 포함하여 연구할 여지가 있는 작품이라 할 수 있다.

## 각색

### 만화
원작을 여성의 시점에서 세계관을 부수지 않고 그려냈다. 대한민국에서는 한국어판 소설책을 펴낸 '지식여행'이라는 출판사에서 2004년 12월에 발간하였다.
- 원작 : 카타야마 쿄이치
- 작화 : 이치이 카즈미
- 초판 : 쇼가쿠칸 "쁘띠 코믹" 2004년 1월호 ~ 2월호 게재
- 단행본 : 2004년 4월 6일 쇼가쿠칸에서 출판, 플라워 코믹스 스페셜 (ISBN 4-09-138273-8)

### 라디오 드라마
도쿄 FM에서 2004년 5월에 방송된 라디오 드라마를 CD에 녹음하여, 소책자(booklet)에 시나리오, 이미지 사진을 담은 구성으로 되어 있다. 같은해 7월에 출판되었다.

#### 제작진
- 각본·연출 : 이무라 노조미
- 출판 : 도쿄 FM(2004년 7월)

#### 출연진
- 마츠모토 사쿠타로 : 마츠다 류헤이
- 히로세 아키 : 미야자키 아오이

이와는 별도로, 대한민국의 KBS에서도 〈KBS 라디오 독서실〉 프로그램을 통해 2004년 8월 22일에 라디오 드라마로 방영한 적이 있다.
출연
- 마츠모토 사쿠타로 : 강수진
- 히로세 아키 : 정미숙

## 연극
2005년 8월 5일부터 9월 4일에 걸쳐, 세타가야구의 공공 극장을 시작하여 일본의 7개 극장에서 공연을 하였다.

### 제작진
- 연출 : 니시가와 노부미츠（문학좌 연출부 소속）
- 각본 : 호라이 류타（모던 스이머즈）
- 주최 : TBS, 닛폰 방송
- 기획·제작 : TBS

### 출연진
- 마츠모토 사쿠타로 : 다나카 코타로 (드라마판·오키 류노스케 역)
- 히로세 아키 : 사토 메구미
- 교사(세토) : 도요타 마호
- 교사(콘도) : 마스 다케시
- 사쿠의 할아버지 : 카미조 츠네미츠

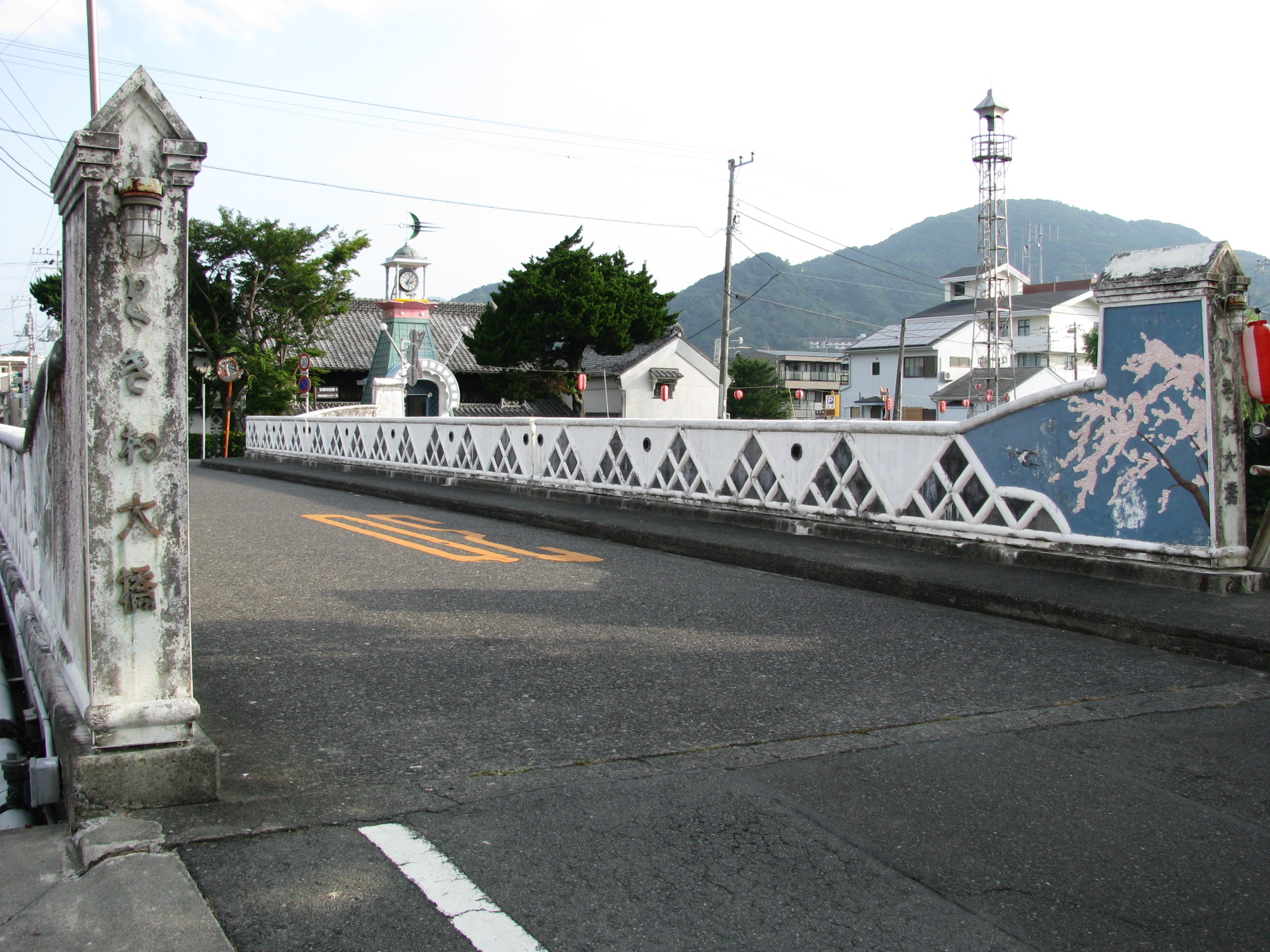
마츠 도시 TOKIWA 대교
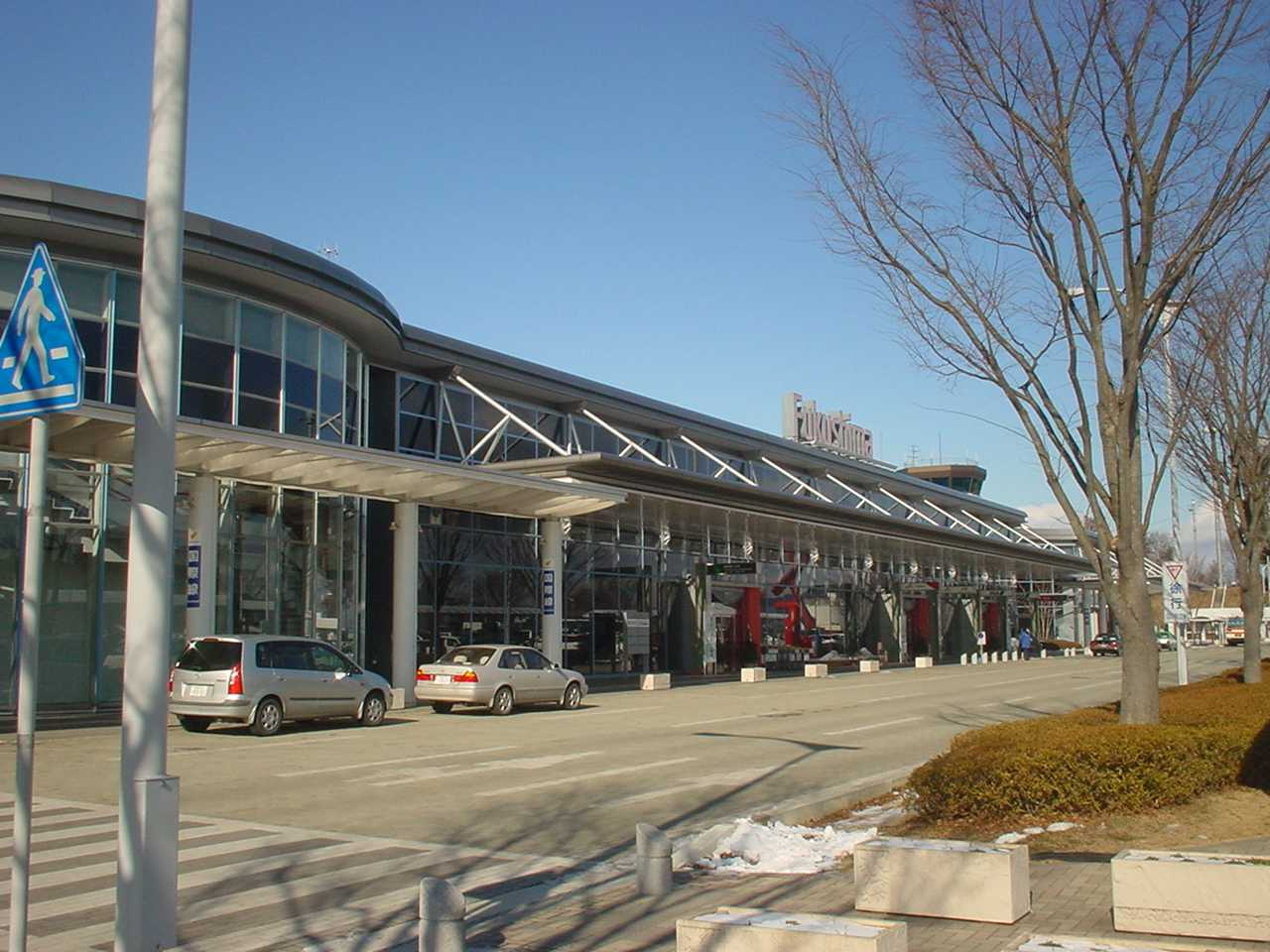
공항
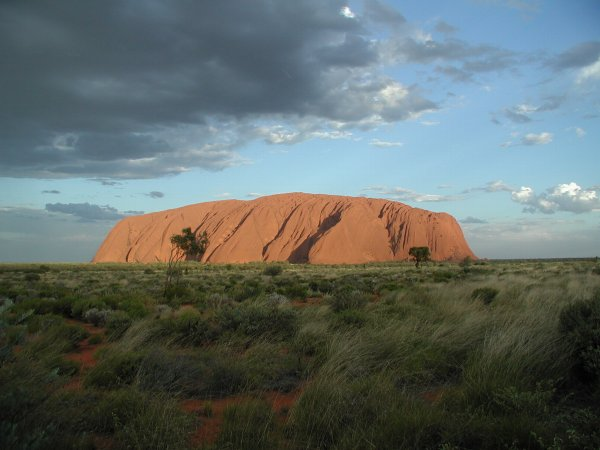
울루루

## 같이 보기
- 백혈병
- 워크맨
- 울루루
- 파랑주의보 : 2005년 대한민국에서 리메이크한 영화.